# Alain Emmanuel Dreuilhe
Alain Emmanuel Dreuilhe, né Alain Jacques Henri Dreuilhe, est un écrivain français né au Caire le 20 mai 1949 et mort du sida le 28 novembre 1988 à l’hôpital Saint Luke de New York.

## Biographie
Il est le second enfant de Pierre Julien Lucien Dreuihle (1913-2002), originaire de Gaillac (Tarn), et de son épouse, née Joséphine Émilienne Juliette Bourdin (1910-1970) originaire de Pontarlier (Doubs). Son père, professeur de lettres, a choisi d’enseigner d’abord en Algérie, où naît une fille, Claudine, puis au Caire. Alain Jacques Henri naît plus précisément à la clinique d’Héliopolis.
Il passe ensuite son enfance à Phnom Penh (Cambodge) où son père est nommé en 1954, puis à Saïgon (Vietnam du Sud). La famille retourne en France pour la rentrée scolaire de 1962. Alain poursuit ses études secondaires en banlieue parisienne (Orsay, Sceaux) et notamment au lycée Lakanal, et ses études supérieures à l’Institut d’études politiques de Paris. Admissible à l’ENA, il préfère ne pas s’entêter dans cette voie administrative et présente à l’université Paris-Sorbonne (Paris IV), une thèse sur Marcel Proust et les nationalismes. 
En s’éprenant d’un Argentin, prénommé Frederico, son premier grand amour, il révèle son homosexualité à son entourage, ce qui est bien accepté. Une amie rencontrée pendant cette même période, Kristine Barut, va dès lors partager son existence, il l'épousera en 1976 à Boujan-sur-Libron (Hérault). Afin de marquer comme une seconde naissance la révélation de ce qu'il est au plus profond de lui-même, il ajoute à son premier prénom (Alain) celui d'Emmanuel, et adopte Alain Emmanuel Dreuilhe comme nom de plume et de vie. 
Alain Emmanuel, exilé depuis son enfance, a une préférence pour la vie d’expatrié : il enseigne un an l’anglais à Rio de Janeiro, travaille pendant deux années au Cameroun comme conseiller juridique et traducteur, effectue plusieurs séjours en Californie d’où il tire son étude sur « la société invertie ». Enfin, il obtient un poste de traducteur à l’ONU, ce qui lui permet d’être aussi correspondant du journal Gai Pied à New York. Il rédige aussi des articles pour la revue québécoise Le Berdache et la revue française Masques : revue des homosexualités.
À New York, en septembre 1983, Alain Emmanuel rencontre un jeune homme de 21 ans prénommé Mark (« Oliver », dans Corps à Corps), qui vient du Midwest américain, et qui sera son dernier amour. Mark meurt du Sida à New York en décembre 1985.
Alain Emmanuel découvre sa séropositivité lors d’un dépistage effectué à Paris en 1984, et, contrairement à Mark, qui se sachant condamné, a renoncé à tout traitement, il entreprend de lutter activement contre ce fléau, ce dont il rend compte avec son livre  Corps à corps, journal de SIDA qui abonde en métaphores militaires, et lors de l’émission télévisée Apostrophes le 30 octobre 1987. Alain Emmanuel a également accepté de laisser une équipe néerlandaise de télévision tourner une vidéo sur les soins qui lui étaient administrés chez lui, dans son loft de Soho à New York, pour laisser un témoignage sur cette maladie et ses traitements.
L’urne funéraire d’Alain Emmanuel a été rapatriée en France, d’abord enterrée à Collioure où vit son père, puis, après le décès de celui-ci en 2002, elle est placée dans le caveau familial du cimetière Saint-Jean de Gaillac.
Ses archives, qui contiennent deux manuscrits inédits, (Axel's Book, 1981, et La Femme blanche, 1987) ont été déposées au département des manuscrits de la BNF.